# Робофобия
Робофо́бия (от робот и др.-греч. φόβος — страх; также, роботофо́бия) — это, как считают учёные, изучающие робототехнику и искусственный интеллект, одна из распространённых «болезней» будущего. Робофобия выражается в навязчивом страхе или ненависти по отношению к любой робототехнике, вне зависимости от того, насколько развита технология. Будь это человекоподобный робот или бионический протез.

## Предпосылки
Робофобия как болезнь будущего сопоставляется с нынешними феноменами ксенофобии и мизантропией. Однако уже сейчас у людей есть опасения, что роботы и искусственный интеллект опасны. Учёный Бристольского университета Сабин Оэрт отмечает, что ей и её коллегам приходится проводить отдельные встречи, чтобы объяснить потенциальным инвесторам и простым людям, что изучающие искусственный интеллект и робототехнику не опасны.
«Люди слышат в основном односторонние беседы, которые оставляют у них чувство беспокойства, что роботы займут их рабочие места, а искусственный интеллект представляет угрозу существованию человечества. Уже сейчас они задаются вопросом, нужно ли дополнительное законодательное регулирование, которое сдержит гипотетическую технологию под контролем», — говорит Сабин Оэрт.
Среди потенциальных робофобов есть знаменитости. В частности, физик-теоретик и популяризатор науки Стивен Хокинг и инженер-предприниматель Илон Маск призвали разработать меры предосторожности в связи с развитием искусственного интеллекта (ИИ). Они поставили свои подписи под открытым письмом, посвящённым опасности ИИ.
Эксперты отмечают, что враждебное отношение к роботам складывается во многом из-за популярной культуры, а именно из-за кинематографа и литературы.

## Робофобия в популярной культуре
Фильмы об опасности искусственного интеллекта:
- «Превосходство» (2014 год, реж. Уолли Пфистер)
- «На крючке» (2008 год, реж. Ди Джей Карузо)
- «Подарок» (2009 год, реж. Грэг Маркс)

Фильмы об опасности роботов:
- «Робот-полицейский» (1987 год, реж. Пол Верховен). В ремейке фильма Верховена «Робокоп» (2014 год, реж. Жозе Падилья) использовалась фраза «Why is America so Robophobic?»[4] (Почему в Америке столько робофобов?).
- «Обливион» (2013 год, реж. Джозеф Косински)
- «Из машины» (2014 год, реж. Алекс Гарлэнд)

Фильм об опасности роботов и искусственного интеллекта:
- Франшиза «Терминатор» с искусственным интеллектом «Скайнет»
- «Я, Робот» с искусственным интеллектом «Вики» (2004 год, реж. Алекс Пройас)

Книги о робофобии:
- Влад К. «Робофобия»[5]. В книге рисуется обозримое будущее, в котором роботы стали частью общества. Андроидов официально приравняли к людям и признали новой расой. Такая перемена в обществе приводит к обострению обстановки, и появляются радикальные группировки, которые устраивают нападения на роботов, записывая убийства андроидов в формате снафф-видео.